# Verfassungsreferendum über die gleichgeschlechtliche Ehe in Irland 2015

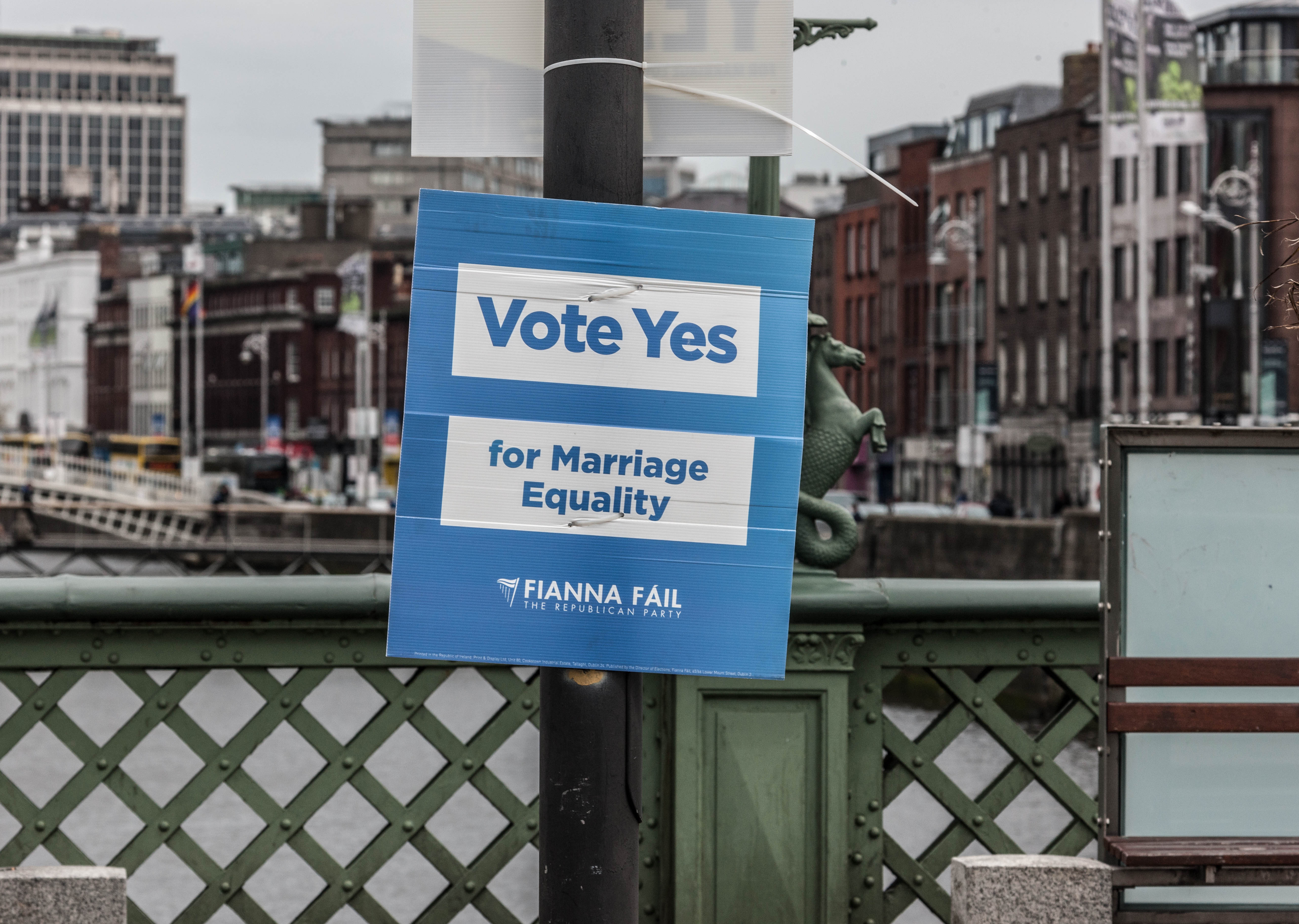
„Yes“-Plakat

Am 22. Mai 2015 fand in Irland ein Verfassungsreferendum über die gleichgeschlechtliche Ehe statt.

## Hintergrund
Das Parlament, der Oireachtas, hatte im Vorfeld eine Änderung des 34. Zusatzartikels der Verfassung beschlossen. In Irland muss jede Änderung der Verfassung per Volksabstimmung von der Bevölkerung genehmigt werden. Bei diesem Referendum ging es um das Hinzufügen eines Artikels, der die Ehe für gleichgeschlechtliche Paare legalisieren würde.

## Gesellschaftliche Situation vor dem Referendum
Im traditionell eher konservativ-katholisch geprägten Irland verlor die katholische Kirche in den Jahren vor dem Volksentscheid erheblich an Einfluss. 2002 bis 2012 wurden zahlreiche Fälle von Misshandlung und Missbrauch in Einrichtungen der römisch-katholischen Kirche bekannt; mehrere Bischöfe traten zurück.
Seit der Legalisierung von Homosexualität in Irland (1993) ist die irische Gesellschaft in vieler Hinsicht liberaler geworden.
2011 wurde gleichgeschlechtlichen Paaren ermöglicht, eine eingetragene Lebenspartnerschaft zu schließen.
2015, kurz vor dem Referendum, wurde homosexuellen Paaren die (gemeinsame) Adoption von Kindern ermöglicht.
Es gab eine Yes-Kampagne, die für ein „Ja“ zur Einführung des Verfassungszusatzes warb und von der Regierung und allen großen irischen Parteien unterstützt wurde. Die No-Kampagne wurde vor allem von katholischen Priestern und Bischöfen getragen.
Der damalige Gesundheitsminister und spätere Regierungschef Leo Varadkar outete sich als erster Minister in der irischen Geschichte als homosexuell, weil dieser eigentlich private Umstand wegen seines Eintretens für Yes von öffentlichem Interesse sei.
Umfragen prognostizierten eine deutliche Mehrheit für die Annahme des Referendums.

## Durchführung
Die Wahllokale waren von 8 bis 23 Uhr westeuropäischer Sommerzeit geöffnet; 3,2 Millionen Menschen waren wahlberechtigt.
Die abgegebenen Stimmen wurden am Tag darauf ausgezählt und um 18 Uhr Ortszeit bekannt gegeben.
Gleichzeitig fand ein weiteres, von der Regierung ebenfalls unterstütztes Referendum zur Absenkung des Mindestalters für die Kandidatur um das Amt des Präsidenten von 35 auf 21 Jahre statt. Diese 35. verfassungsändernde Initiative wurde jedoch von ca. 73 Prozent der Abstimmenden abgelehnt.

## Ergebnis

Wahlausgang (grün: Ja; rot: Nein)
72,5 %–75 %
70 %–72,49 %
67,5 %–69,99 %
65 %–67,49 %
62,5 %–64,99 %
60 %–62,49 %
57,5 %–59,99 %
55 %–57,49 %
52,5 %–54,99 %
50 %–52,49 %
48,58 %

Rund 62 Prozent der Iren stimmten für die Aufnahme des Zusatzartikels in die Verfassung; die Initiative wurde in fast allen Wahlkreisen (allen bis auf einen) angenommen. Die Zustimmungsquote war in den Hauptstadtbezirken (im Bereich Dublins) mit bis zu 75 % Zustimmung größer als in ländlichen Gegenden.
Das amtliche Endergebnis ergab ein Zustimmungsvotum von 1.201.607 „Ja“-Stimmen (ungefähr 62,07 Prozent) gegenüber 734.300 Menschen, die mit „Nein“ stimmten (ca. 37,93 Prozent). Mit etwa 60,5 Prozent lag die Wahlbeteiligung höher als bei allen vorherigen Referenda der vergangenen zwanzig Jahre. (Damals – im Jahr 1995 – hatten die Iren zum zweiten Mal über das Recht auf Scheidung abgestimmt; zuvor hatte im Jahre 1937 die Annahme der Verfassung durch das allererste Referendum die bisher höchste Wahlbeteiligung von 75,8 % gebracht.) Auch auf dem Lande war die Wahlbeteiligung ungewöhnlich hoch: Dort erreichte sie im Durchschnitt 40 %.
| Wahlkreis                 | Stimm- berechtigte | abgegebene Stimmen | abgegebene Stimmen | Ja-Stimmen | Ja-Stimmen | Nein-Stimmen | Nein-Stimmen | Ungültig |
| Wahlkreis                 | Stimm- berechtigte | Zahl               | Prozent            | Zahl       | Prozent    | Zahl         | Prozent      | Ungültig |
| ------------------------- | ------------------ | ------------------ | ------------------ | ---------- | ---------- | ------------ | ------------ | -------- |
| Carlow–Kilkenny           | 104.735            | 68.531             | 65,43              | 38.166     | 56,24      | 29.697       | 43,76        | 668      |
| Cavan–Monaghan            | 99.265             | 56.774             | 57,19              | 28.494     | 50,65      | 27.763       | 49,35        | 517      |
| Clare                     | 81.809             | 48.627             | 59,44              | 28.137     | 58,27      | 20.154       | 41,73        | 336      |
| Cork East                 | 81.534             | 49.532             | 60,90              | 30.383     | 61,70      | 18.845       | 38,30        | 304      |
| Cork North–Central        | 75.263             | 45.059             | 59,87              | 28.479     | 63,77      | 16.182       | 36,23        | 398      |
| Cork North–West           | 62.118             | 38.997             | 62,80              | 22.388     | 57,9       | 16.298       | 42,10        | 311      |
| Cork South–Central        | 92.422             | 59.018             | 63,86              | 38.591     | 65,78      | 20.072       | 34,22        | 355      |
| Cork South–West           | 59.813             | 37.107             | 61,70              | 20.627     | 56,00      | 16.225       | 44,00        | 255      |
| Donegal North–East        | 59.721             | 30.723             | 51,44              | 16.040     | 52,46      | 14.492       | 47,54        | 191      |
| Donegal South–West        | 62.171             | 32.051             | 51,98              | 15.907     | 50,05      | 15.874       | 49,95        | 270      |
| Dublin Central            | 57.193             | 33.163             | 57,98              | 23.861     | 72,37      | 9.108        | 27,63        | 191      |
| Dublin Mid–West           | 67.091             | 42.528             | 63,39              | 29.984     | 70,93      | 12.291       | 29,07        | 253      |
| Dublin North              | 72.523             | 47.743             | 65,83              | 34.494     | 72,61      | 13.009       | 27,39        | 240      |
| Dublin North–Central      | 53.785             | 37.032             | 68,85              | 25.382     | 68,95      | 11.431       | 31,05        | 219      |
| Dublin North–East         | 59.549             | 39.526             | 66,38              | 26.222     | 66,70      | 13.090       | 33,30        | 214      |
| Dublin North–West         | 50.943             | 30.133             | 59,64              | 20.919     | 70,36      | 8.814        | 29,64        | 400      |
| Dublin South              | 103.969            | 70.543             | 69,24              | 49.109     | 69,90      | 21.150       | 30,10        | 284      |
| Dublin South–Central      | 80.406             | 48.690             | 60,56              | 34.988     | 72,28      | 13.418       | 27,72        | 284      |
| Dublin South–East         | 59.376             | 34.452             | 58,02              | 25.655     | 74,91      | 8.594        | 25,09        | 203      |
| Dublin South–West         | 71.232             | 45.169             | 63,41              | 32.010     | 71,27      | 12.901       | 28,73        | 258      |
| Dublin West               | 65.643             | 42.250             | 64,36              | 29.690     | 70,62      | 12.350       | 29,38        | 210      |
| Dún Laoghaire             | 80.176             | 53.762             | 67,05              | 38.284     | 71,62      | 15.168       | 28,38        | 310      |
| Galway East               | 85.900             | 48.110             | 56,01              | 25.389     | 53,28      | 22.265       | 46,72        | 456      |
| Galway West               | 95.180             | 52.521             | 55,18              | 32.037     | 61,50      | 20.053       | 38,50        | 431      |
| Kerry North–West Limerick | 62.523             | 35.769             | 57,21              | 19.678     | 55,45      | 15.808       | 44,55        | 283      |
| Kerry South               | 57.524             | 33.476             | 58,19              | 18.357     | 55,31      | 14.831       | 44,69        | 288      |
| Kildare North             | 79.014             | 49.029             | 62,05              | 33.960     | 69,67      | 14.782       | 30,33        | 287      |
| Kildare South             | 60.384             | 35.272             | 58,41              | 23.199     | 66,17      | 11.861       | 33,83        | 212      |
| Laois–Offaly              | 108.436            | 63.297             | 58,37              | 35.685     | 56,81      | 27.135       | 43,19        | 477      |
| Limerick                  | 64.100             | 37.504             | 58,51              | 20.322     | 54,75      | 16.797       | 45,25        | 385      |
| Limerick City             | 61.421             | 38.881             | 63,30              | 24.789     | 64,15      | 13.855       | 35,85        | 237      |
| Longford–Westmeath        | 87.425             | 47.879             | 54,77              | 25.445     | 53,60      | 22.025       | 46,40        | 409      |
| Louth                     | 102.561            | 61.450             | 59,92              | 38.758     | 63,46      | 22.313       | 36,54        | 379      |
| Mayo                      | 97.296             | 55.929             | 57,48              | 28.801     | 52,02      | 26.566       | 47,98        | 562      |
| Meath East                | 64.956             | 38.767             | 59,68              | 24.525     | 63,62      | 14.025       | 36,38        | 217      |
| Meath West                | 63.649             | 35.821             | 56,28              | 21.374     | 60,10      | 14.189       | 39,90        | 258      |
| Roscommon–South Leitrim   | 59.392             | 36.522             | 61,49              | 17.615     | 48,58      | 18.644       | 51,42        | 263      |
| Sligo–North Leitrim       | 62.031             | 35.842             | 57,78              | 19.043     | 53,57      | 16.502       | 46,43        | 297      |
| Tipperary North           | 62.233             | 40.725             | 62,5               | 22.077     | 54,68      | 18.298       | 45,32        | 350      |
| Tipperary South           | 56.060             | 34.539             | 59,3               | 19.203     | 54,69      | 15.012       | 45,31        | 324      |
| Waterford                 | 79.669             | 47.297             | 59,37              | 28.313     | 60,33      | 18.620       | 39,67        | 364      |
| Wexford                   | 111.474            | 64.450             | 57,82              | 40.692     | 63,59      | 23.298       | 36,41        | 460      |
| Wicklow                   | 94.275             | 64.830             | 68,77              | 44.059     | 68,37      | 20.382       | 31,63        | 387      |
| Gesamt                    | 3.206.151          | 1.949.725          | 60,52              | 1.201.607  | 62,07      | 734.300      | 37,93        | 13.818   |

Damit ist Irland nun das zwanzigste Land weltweit, das die gleichgeschlechtliche Ehe legalisiert hat, und das erste, das dies per Volksentscheid tat. Um schwulen und lesbischen Paaren die Eheschließung letztendlich zu ermöglichen, bedarf es noch einer Ratifizierung des Vorhabens bzw. einer Annahme der weiteren Gesetzesänderungen im irischen Parlament. Die irische Justizministerin Frances Fitzgerald kündigte eine dahingehende Abstimmung für den Sommer (Juni/Juli) dieses Jahres an. Am 22. Oktober 2015 verabschiedeten das Dáil Éireann und der Seanad Éireann das ausführende Gesetz zur Eheöffnung in Irland, das am 16. November 2015 in Kraft trat.

## Reaktionen im Ausland
Die Tatsache, dass das als „erzkatholisch“ geltende Irland in Zukunft die Ehe auch gleichgeschlechtlichen Paaren öffnet, stieß im Ausland auf große Resonanz.
Spitzenpolitiker wie der Premierminister des Vereinigten Königreiches, David Cameron, und die US-amerikanische Präsidentschaftskandidatin der Demokraten, Hillary Clinton, begrüßten die Entscheidung in sozialen Netzwerken wie Twitter und Facebook.
Kardinal-Staatssekretär Pietro Parolin, ein Vertrauter von Papst Franziskus, bezeichnete laut Radio Vatikan das Votum als „Niederlage für die Menschheit“.

### Resonanz in Deutschland
Doch vor allem in Deutschland entfachte das historische Ereignis eine neue Debatte über die Gleichgeschlechtliche Ehe, über die seit vielen Jahren heftig diskutiert wird:
Zuvor hatte die Linksfraktion bereits zu Beginn der jetzigen Legislaturperiode einen Gesetzentwurf zur Öffnung der Ehe für Personen gleichen Geschlechts in den Bundestag eingebracht; Bundesjustizminister Heiko Maas erarbeitete einen Entwurf, der Lebenspartner in einigen Gesetzen bzw. Verordnungen der Ehe gleichstellen soll und in der auf das Referendum folgenden Woche im Bundeskabinett beraten werden soll.
Angesichts der jüngsten Ereignisse in Irland erhöhten viele Politiker der beiden Oppositionsparteien (Die Linke und Bündnis 90/Die Grünen), unter ihnen die Vorsitzenden Gregor Gysi und Simone Peter, den Druck auf die Bundesregierung, um (nach irischem Vorbild) zu einer vollständigen Gleichstellung beider Lebensformen zu gelangen und die „Rückständigkeit“ Deutschlands bei der Ehe-Öffnung zu beenden. Auch Justizminister Maas warb mehrmals für einen solchen Schritt; jedoch meinte er, dies sei „in der Koalition mit CDU/CSU […] leider nur schwer realisierbar“. Bei dieser Äußerung bezog er sich auch auf den Koalitionsvertrag, der zwar homo- und heterosexuelle Paare rechtlich gleichstellen will, dabei jedoch nicht explizit auf eine Gleichstellung im Eherecht eingeht. Die Haltung der Unionsparteien ist daher bisher kritisch bis ablehnend geblieben; jedoch gibt es innerhalb der Koalition auch aus Reihen der CDU/CSU-Fraktion eine zunehmende Zahl von Befürwortern.
Sowohl die Abgeordneten der Opposition als auch einige der SPD forderten nun eine freie Abstimmung – d. h. unter Aufhebung des Fraktionszwanges – zur Einführung des Rechts auf Eheschließung für homosexuelle Paare, da es sich dabei um eine „Gewissensentscheidung“ handele. Christine Lüders, die Leiterin der Antidiskriminierungsstelle des Bundes, brachte diesen Vorschlag wenige Tage nach dem Referendum in Irland in die öffentliche Diskussion ein. Die Unterstützer des Vorhabens stützten sich auf die (theoretischen) Mehrheiten für die „Ehe für Alle“ im Bundestag und Bundesrat sowie in der Gesellschaft.
Des Weiteren sprachen sich manche Befürworter bundesweiter Volksentscheide – wie beispielsweise der baden-württembergische Landesvorsitzende der SPD Nils Schmid – für einen ähnlichen Volksentscheid in Deutschland aus.